# Skorogoszcz (gromada)
Skorogoszcz – dawna gromada, czyli najmniejsza jednostka podziału terytorialnego Polskiej Rzeczypospolitej Ludowej w latach 1954–1972.
Gromady, z gromadzkimi radami narodowymi (GRN) jako organami władzy najniższego stopnia na wsi, funkcjonowały od reformy reorganizującej administrację wiejską przeprowadzonej jesienią 1954 do momentu ich zniesienia z dniem 1 stycznia 1973, tym samym wypierając organizację gminną w latach 1954–1972.
Gromadę Skorogoszcz z siedzibą GRN w Skorogoszczy utworzono – jako jedną z 8759 gromad na obszarze Polski – w powiecie niemodlińskim w woj. opolskim, na mocy uchwały nr VII/24/54 WRN w Opolu z dnia 4 października 1954. W skład jednostki weszły obszary dotychczasowych gromad Skorogoszcz, Borkowice, Chróścina, Mikolin i Golczowice ze zniesionej gminy Skorogoszcz w tymże powiecie oraz Wronów ze zniesionej gminy Łosiów w powiecie brzeskim w tymże województwie. Dla gromady ustalono 23 członków gromadzkiej rady narodowej.
31 grudnia 1959 do gromady Skorogoszcz włączono wsie Oldrzyszowice, Lipowa i Przecza z folwarkiem Rusków ze zniesionej gromady Oldrzyszowice w tymże powiecie.
Gromada przetrwała do końca 1972 roku, czyli do kolejnej reformy gminnej. 1 stycznia 1973 w powiecie niemodlińskim reaktywowano gminę Skorogoszcz, zniesioną ponownie 30 października 1975.